# Ceramika architektoniczna

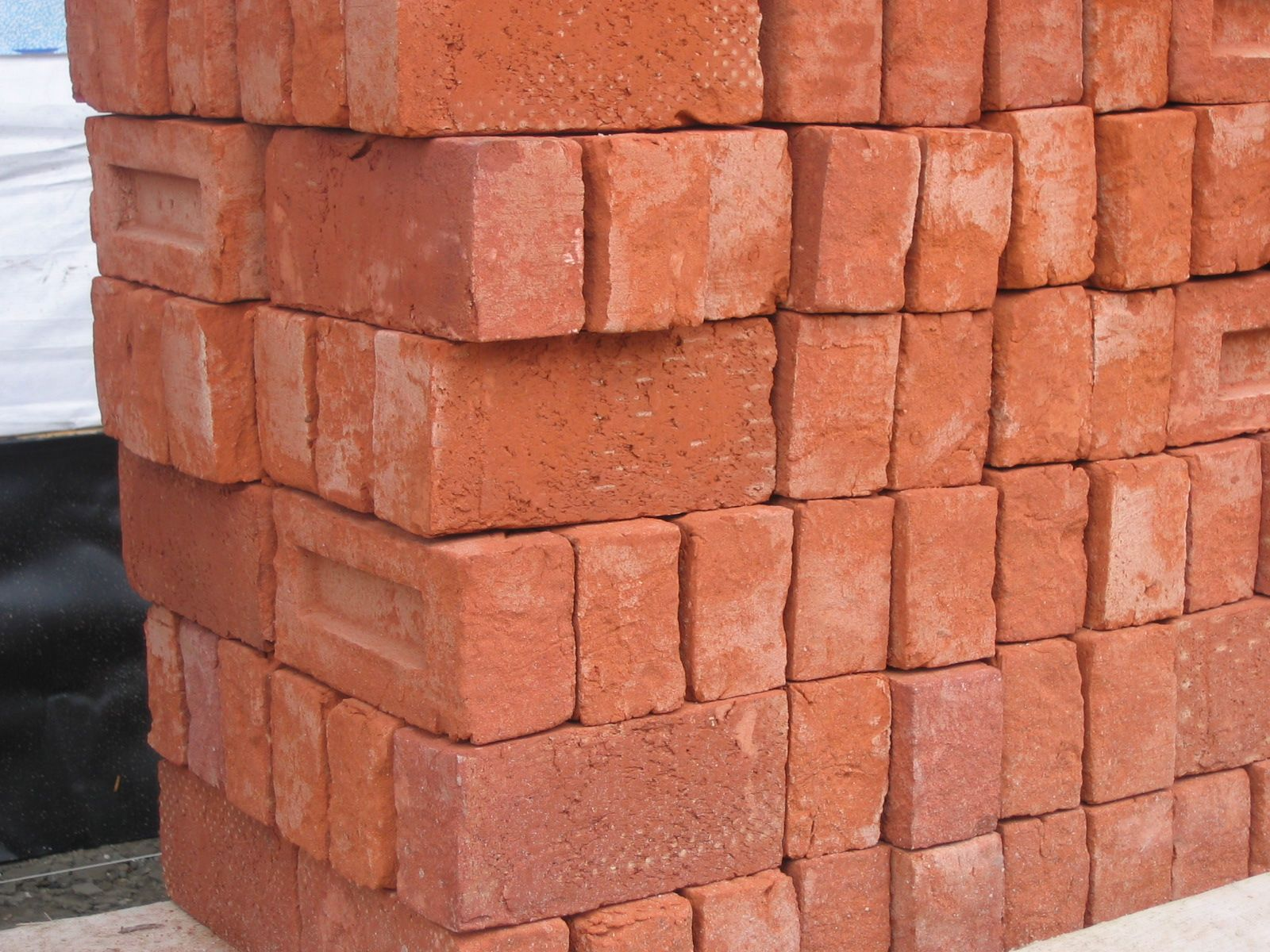
Współcześnie wytwarzane cegły

Ceramika architektoniczna – wszelkie wyroby ceramiczne stosowane w budownictwie.
Wyroby używane w budownictwie można podzielić na trzy grupy:
- o czerepie porowatym  (nasiąkliwość wagowa waha się od 6% do 22%) – do grupy tej należą:
  - wyroby ceglarskie, czyli cegły, pustaki ścienne i stropowe, dachówki, sączki drenarskie itp.;
  - wyroby glazurowane
  - wyroby ogniotrwałe – np. wyroby szamotowe, krzemionkowe, termalitowe.
- wyroby o czerepie zwartym (o nasiąkliwości wagowej do 6%) – cegły i kształtki klinkierowe, terakota, płytki posadzkowe,  wyroby kamionkowe.
- ceramika półszlachetna – wyroby fajansowe, porcelanowe, porcelitowe i z majoliki.

## Rys historyczny
Wyroby ceramiczne do otrzymania dekoracyjnej formy powierzchni obiektów stosowane były już w starożytności:
- starożytny Egipt – stosowane sporadycznie, do obramowania otworu wejściowego w piramidzie schodkowej w Sakkara, do zdobienia powierzchni,  np. rezydencja faraona Amenhotepa (Amenofisa) w Tell-el-Amana – ok. 1500 r. p.n.e.
- Mezopotamia – często stosowano glazurowane cegły do dekorowania ścian, np. pałace Warka (ok. 3000  r. p.n.e.), Nimrud i Khorsabad (IX – VIII w. p.n.e.). Oprócz cegieł w Mezopotamii stosowano do dekoracji figury ludzi i zwierząt wykonane z glazurowanej ceramiki np. Święta Ulica w Babilonie z Bramą Isztar, prowadząca do świątyni Marduka – z VI w. p.n.e. Ulica prowadzi pomiędzy murami o wysokości 7,0 m wyłożonymi glazurowaną na niebiesko (kolor lazurowy) cegłą z wkomponowanymi co 2,0 m wizerunkami 60 lwów. Lwy o wysokości 2,0 m kroczą w kierunku bramy.  (Rekonstrukcja bramy eksponowana jest w Muzeum Pergamońskim w Berlinie)
- Persja – wzorowano się na ceramice Babilonu, ceramikę stosowano do dekoracji, np. fryz w pałacu Dariusza I (ok. 470 r. p.n.e.)
- starożytna Grecja – czasem używano glazurowanej cegły, częściej terakoty w postaci płytek (akroterion) lub figur
- Etruria i starożytny Rzym – stosowano przede wszystkim terakotę do zdobienia fryzów, powierzchni ścian i podłóg w świątyniach, domach majętnych obywateli. Zachowały się także obiekty budowane z cegły i terakoty (świątynia Rediculusa, grobowce przy Via Appia w Rzymie)
- prekolumbijska Ameryka – wyroby do dekoracji z płytek pokrytych polichromią najczęściej w geometryczne wzory
- tereny Islamu – w okresie średniowiecza teren od Persji, przez Azję Mniejszą, Egipt, północną Afrykę do południowej Hiszpanii – stosowano płytki glazurowane do licowania powierzchni wielu obiektów, takich jak meczety, grobowce, pałace, medresy. Płytkami pokrywano powierzchnie ścian, kopuł, zdobiono portale,  minarety. Pokrywano powierzchnie wewnętrzne i zewnętrzne. Stosowano płytki i kształtki zdobione wytłaczanymi wzorami, rzeźbione, malowane farbami opalizującymi w kolorze złota, stosowano technikę sgraffito, inkrustacji. Elementy układane były w różne ornamenty geometryczne, roślinne. Używano także terakoty.
- Europa – w architekturze gotyku jest elementem stosowanym w postaci cegieł, kształtek i płytek w budowlach przede wszystkim z cegły. Stosowano także terakotę wycinaną. W okresie renesansu – używano przede wszystkim płytek (majolika, fajans) do licowania ścian, układania posadzek, zdobienia portali, obramowania otworów, fryzów, ołtarzy itp. Ceramikę do zdobienia powierzchni stosuje się do dziś.